# 日本赤十字社
日本赤十字社（日语：／ Nippon Sekijyūji sha */?）是日本的國家紅十字會，主要從事人道救助工作，為紅十字會與紅新月會國際聯合會成員，簡稱「日赤」（／ Nisseki）。華人多稱之為日本紅十字會。名譽總裁由日本皇后出任，現任為雅子。是一依據《日本赤十字社法》設立之認可法人。

## 歷史
- 明治10年（1877年），大給恒、佐野常民等人設立「博愛社」。
- 明治19年（1886年） - 加入日內瓦條約。
- 明治20年（1887年） - 改稱「日本赤十字社」。
- 明治28年（1895年） - 設立「日本赤十字社台灣支部」之前身「日本赤十字社台北委員部」。
- 明治38年（1905年） - 「日本赤十字社台北委員部」於臺北東門外成立該社的台灣支部病院。

## 关联机构
- 日本赤十字學園
- 日本赤十字看護大學
- 日本赤十字北海道看護大學
- 日本赤十字豐田看護大學
- 日本赤十字廣島看護大學
- 日本赤十字九州國際看護大學
- 日本赤十字秋田短期大學

## 外部連結
- 日本赤十字社 （日語）（英文）